# Cory Schneider
Cory Franklin Schneider (* 18. března 1986, Marblehead, Massachusetts, USA) je americký hokejový brankář hrající v týmu New York Islanders v severoamerické lize NHL.

## Kariéra
Schneider hrál lední hokej na střední škole Marblehead High School odkud po prvním ročníku přestoupil na Phillips Academy, kde působil ve funkci kapitána týmu. Během sezóny 2003/04 nastupoval za americký tým do 18 let amerického rozvojového programu. Ve vstupním draftu NHL 2004 byl vybrán na 26. místě Vancouverem Canucks. Po střední škole odešel na Bostonskou vysokou školu, kde hrál za Boston College Eagles, se kterými byli dvakrát šampióny univerzitní divize Hockey East v sezónách 2004/05 a 2006/07. 3. července 2007 podepsal tříletou nováčkovskou smlouvu s Vancouverem Canucks, ale v týmu Canucks byl až třetí brankář v pořadí za Robertem Luongem a Curtisem Sanfordem. Po tréninkovém kempu 2007 byl odeslán k farmářskému klubu Manitoba Moose hrajícím ligu American Hockey League. V Manitobě zpočátku soupeřil o pozici prvního brankáře s Drewem MacIntyrem. Postupem času se na pozici jedničky Moose usadil a po sezóně 2008/09 vyhrál cenu pro nejlepšího brankáře AHL. 22. listopadu 2008 byl po zranění Roberta Luonga poprvé povolán k Vancouveru Canucks a první zápas v jejich dresu odchytal 29. listopadu 2009 proti Calgary Flames při porážce 1:3. Z tréninkového kempu 2009 byl opět odeslán k Moose vzhledem k tomu, že k Canucks přišel nový náhradní brankář Andrew Raycroft. V sezóně 2009–10 byl podruhé povolán k Canucks, když si Luongo zlomil žebro a na dva týdny byl v prvním týmu Vancouveru. 2. června 2010 podepsal s Canucks dvouletou smlouvu na 1,8 miliónu USD (asi 33 miliónů kč). Poprvé v sezóně 2010–11 nastoupil 18. října 2010 proti Carolině Hurricanes a při vítězství 5:1 pochytal 32 střel. 6. března 2011 vychytal první čisté konto při vítězství 3:0 proti Anaheimu Ducks.

## Úspěchy

### Individuální úspěchy
- Hockey East All-Rookie Team – 2004/05
- Hockey East 2. All-Star Team – 2005/06
- NCAA East 1. All-American Team – 2005/06
- AHL All-Star Classic – 2009
- Aldege "Baz" Bastien Memorial Award – 2008/09
- Harry "Hap" Holmes Memorial Award – 2008/09

### Týmové úspěchy
- Stříbrná medaile na MS do 18 let – 2004
- Člen mistrů Hockey East – 2004/05, 2006/07

## Prvenství
- Debut v NHL - 29. listopadu 2008 (Calgary Flames proti Vancouver Canucks)
- První inkasovaný gól v NHL - 29. listopadu 2008 (Calgary Flames proti Vancouver Canucks, kanadským útočníkem Daymond Langkow)
- První čisté konto v NHL - 6. března 2011 (Anaheim Ducks proti Vancouver Canucks)

## Statistiky

### Základní části
| Sezona       | Tým                     | Liga         | Z   | V   | P   | R | Pvp | MIN    | OG  | ČK | POG  | %ChS |
| ------------ | ----------------------- | ------------ | --- | --- | --- | - | --- | ------ | --- | -- | ---- | ---- |
| 2002–03      | Phillips Academy        | NEPSAC       | 23  | 13  | 7   | 2 | —   | 1,385  | 39  | 3  | 1.69 | .951 |
| 2003–04      | Phillips Academy        | NEPSAC       | 24  | 17  | 5   | 2 | —   | 1,336  | 32  | 6  | 1.42 | .956 |
| 2003–04      | U.S. NTDP               | U-18         | 10  | 9   | 1   | 0 | —   | 559    | 15  | 1  | 1.61 | —    |
| 2003–04      | U.S. NTDP               | NAHL         | 2   | 2   | 0   | 0 | —   | 120    | 6   | 0  | 3.00 | —    |
| 2004–05      | Boston College          | HE           | 18  | 13  | 1   | 4 | —   | 1,102  | 35  | 1  | 1.90 | .916 |
| 2005–06      | Boston College          | HE           | 39  | 24  | 13  | 2 | —   | 2,361  | 83  | 8  | 2.11 | .929 |
| 2006–07      | Boston College          | HE           | 42  | 29  | 12  | 1 | —   | 2,516  | 90  | 6  | 2.15 | .925 |
| 2007–08      | Manitoba Moose          | AHL          | 36  | 21  | 12  | — | 2   | 2,054  | 78  | 3  | 2.28 | .916 |
| 2008–09      | Manitoba Moose          | AHL          | 40  | 28  | 10  | — | 1   | 2,324  | 79  | 5  | 2.04 | .928 |
| 2008–09      | Vancouver Canucks       | NHL          | 8   | 2   | 4   | — | 1   | 355    | 20  | 0  | 3.38 | .877 |
| 2009–10      | Manitoba Moose          | AHL          | 60  | 35  | 23  | — | 2   | 3,557  | 149 | 4  | 2.51 | .919 |
| 2009–10      | Vancouver Canucks       | NHL          | 2   | 0   | 1   | — | 0   | 79     | 5   | 0  | 3.80 | .915 |
| 2010–11      | Vancouver Canucks       | NHL          | 25  | 16  | 4   | — | 2   | 1,372  | 51  | 1  | 2.23 | .929 |
| 2011–12      | Vancouver Canucks       | NHL          | 33  | 20  | 8   | — | 1   | 1,833  | 60  | 3  | 1.96 | .937 |
| 2012–13      | Ambrì-Piotta            | NLA          | 8   | 4   | 4   | — | 0   | 485    | 26  | 0  | 3.22 | .913 |
| 2012–13      | Vancouver Canucks       | NHL          | 30  | 17  | 9   | — | 4   | 1,733  | 61  | 5  | 2.11 | .927 |
| 2013–14      | New Jersey Devils       | NHL          | 46  | 16  | 15  | — | 12  | 2,680  | 88  | 3  | 1.97 | .921 |
| 2014–15      | New Jersey Devils       | NHL          | 69  | 26  | 31  | — | 9   | 3,924  | 148 | 5  | 2.26 | .925 |
| 2015–16      | New Jersey Devils       | NHL          | 58  | 27  | 25  | — | 6   | 3,413  | 122 | 4  | 2.15 | .924 |
| 2016–17      | New Jersey Devils       | NHL          | 60  | 20  | 27  | — | 11  | 3,473  | 163 | 2  | 2.82 | .908 |
| 2017–18      | New Jersey Devils       | NHL          | 40  | 17  | 16  | — | 6   | 2,333  | 114 | 1  | 2.93 | .907 |
| 2017–18      | Binghamton Devils       | AHL          | 1   | 1   | 0   | — | 0   | 60     | 1   | 0  | 1.00 | .950 |
| 2018–19      | New Jersey Devils       | NHL          | 26  | 6   | 13  | — | 4   | 1,372  | 70  | 1  | 3.06 | .903 |
| 2018–19      | Binghamton Devils       | AHL          | 8   | 2   | 4   | — | 2   | 482    | 26  | 0  | 3.24 | .881 |
| 2019–20      | New Jersey Devils       | NHL          | 13  | 3   | 6   | — | 2   | 680    | 40  | 1  | 3.53 | .887 |
| 2019–20      | Binghamton Devils       | AHL          | 14  | 7   | 7   | — | 0   | 818    | 37  | 0  | 2.71 | .903 |
| 2020–21      | Bridgeport Sound Tigers | AHL          | 2   | 0   | 1   | — | 1   | 122    | 8   | 0  | 3.94 | .843 |
| 2021–22      | Bridgeport Islanders    | AHL          | 30  | 14  | 11  | — | 4   | 1,725  | 78  | 1  | 2.71 | .921 |
| 2021–22      | New York Islanders      | NHL          | 1   | 1   | 0   | — | 0   | 60     | 3   | 0  | 3.00 | .900 |
| 2022–23      | Bridgeport Islanders    | AHL          | 33  | 19  | 11  | — | 3   | 1919   | 94  | 1  | 2.94 | .913 |
| Celkem v NHL | Celkem v NHL            | Celkem v NHL | 410 | 171 | 159 | — | 58  | 23,305 | 945 | 26 | 2.43 | .918 |

### Play-off
| Sezona       | Tým                  | Liga         | Z  | V  | P | MIN  | OG | ČK | POG  | %ChS |
| ------------ | -------------------- | ------------ | -- | -- | - | ---- | -- | -- | ---- | ---- |
| 2007–08      | Manitoba Moose       | AHL          | 6  | 1  | 4 | 375  | 12 | 0  | 1.92 | .938 |
| 2008–09      | Manitoba Moose       | AHL          | 22 | 14 | 7 | 1315 | 47 | 0  | 2.15 | .922 |
| 2009–10      | Manitoba Moose       | AHL          | 6  | 2  | 4 | 366  | 19 | 0  | 3.12 | .905 |
| 2010–11      | Vancouver Canucks    | NHL          | 5  | 0  | 0 | 163  | 7  | 0  | 2.58 | .915 |
| 2011–12      | Vancouver Canucks    | NHL          | 3  | 1  | 2 | 183  | 4  | 0  | 1.31 | .960 |
| 2012–13      | Vancouver Canucks    | NHL          | 2  | 0  | 2 | 117  | 9  | 0  | 4.62 | .880 |
| 2017–18      | New Jersey Devils    | NHL          | 4  | 1  | 2 | 202  | 6  | 0  | 1.78 | .950 |
| 2021–22      | Bridgeport Islanders | AHL          | 6  | 3  | 2 | 332  | 13 | 0  | 2.35 | .927 |
| Celkem v NHL | Celkem v NHL         | Celkem v NHL | 14 | 2  | 6 | 665  | 26 | 0  | 2.35 | .931 |

### Reprezentace
| Rok                       | Tým                       | Soutěž                    | Z  | V | P | R | MIN | OG | ČK | POG  | %ChS  |
| ------------------------- | ------------------------- | ------------------------- | -- | - | - | - | --- | -- | -- | ---- | ----- |
| 2003                      | USA 18                    | SP-18                     | —  | — | — | — | —   | —  | —  | —    | —     |
| 2004                      | USA 18                    | MS-18                     | 6  | 5 | 1 | 0 | 350 | 10 | 0  | 1.71 | .929  |
| 2005                      | USA 20                    | MSJ                       | 1  | 0 | 1 | 0 | 22  | 3  | 0  | 7.94 | .625  |
| 2006                      | USA 20                    | MSJ                       | 6  | 2 | 3 | 1 | 359 | 16 | 0  | 2.67 | .912  |
| 2016                      | USA                       | SP                        | 1  | 0 | 0 | 0 | 18  | 0  | 0  | 0.00 | 1.000 |
| 2019                      | USA                       | MS                        | 6  | 3 | 3 | 0 | 362 | 15 | 0  | 2.49 | .920  |
| Juniorská kariéra celkově | Juniorská kariéra celkově | Juniorská kariéra celkově | 13 | 7 | 5 | 1 | 731 | 29 | 0  | 2.37 | .912  |
| Seniorská kariéra celkově | Seniorská kariéra celkově | Seniorská kariéra celkově | 7  | 3 | 3 | 0 | 380 | 15 | 0  | 2.36 | .926  |